# Alceste (Händel)
Alceste oder Alcides (HWV 45) ist die Bühnenmusik von Georg Friedrich Händel zum Schauspiel von Tobias Smollett und sein einziges Projekt großen Formats für das englische Theater, die er im Alter von fast 65 Jahren in Angriff nahm. Obwohl die Musik dieser Semi-Oper seiner Reifezeit hervorragend ist, ließ die Tücke des Objekts das Vorhaben ganz ohne Verschulden des Komponisten scheitern; die Musik wurde daher nie in der vorgesehenen Gestalt aufgeführt.

## Entstehung
Obwohl Händel als Opern- und Oratorienkomponist fast fünfzig Jahre lang für die Londoner Theater tätig war, schrieb er nur wenig eigentliche Schauspielmusik für Theaterstücke. Allerdings war eine seiner ersten Opernouvertüren (zu Rodrigo) als Bühnenmusik für eine Wiederaufführung von Ben Jonsons The Alchemist im Jahre 1710 verarbeitet worden (siehe The Alchemist). Nur drei Lieder für Stücke von John Gay (The What D'ye Call It, 1715), James Miller (The Universal Passion, 1737) und William Congreve (The Way of the World, 1740) wurden speziell für das englische Theater komponiert und zu Händels Lebzeiten aufgeführt. 1745 komponierte er den Epilog für eine private Inszenierung von John Miltons Masque Comus (siehe Händels Comus).
Am 27. April 1749 wurde der Status Händels, der sich zusehends zu einer Ikone der britischen Musikkultur entwickelt hatte, mit einer Freiluftaufführung der Music for the Royal Fireworks (Feuerwerksmusik, HWV 351) im Londoner Green Park in der Nähe des St James’s Palace weiter untermauert. Nachdem er einige Jahre damit verbracht hatte, als Reaktion auf den Jakobitenaufstand triumphale Oratorien zu schreiben, die zwar reich an guten Melodien aber arm an künstlerischer Subtilität waren, kehrte Händel kurz zuvor zur künstlerischen Form des Oratoriums zurück, welche von ihrem Ansatz her eher anspruchsvoll war: 1749 hatten in seiner Oratorien-Reihe am Covent Garden Theatre auch die Uraufführungen von Susanna (HWV 66) und Solomon (HWV 67) stattgefunden. Trotzdem würde diese Laufbahn voller Höhen und Tiefen auch noch weitere Rückschläge erfahren. Vier Tage nach Händels Uraufführung von Susanna schrieb der in Schottland geborene Autor Tobias Smollett in einem Brief an den Geistlichen Alexander Carlyle:

“I have wrote a sort of Tragedy on the Story of Alceste, which will (without fail) be acted at Covent Garden next Season and appear with such magnificence of Scenery as was never exhibited in Britain before.”

„Ich habe eine Art Tragödie über die Geschichte der Alceste geschrieben, die (ohne jeden Zweifel) in der nächsten Saison am Covent Garden aufgeführt werden wird und mit solch herrlicher Ausstattung erscheinen wird, wie sie nie zuvor in Britannien gezeigt wurde.“

Wie sich herausstellen sollte, war Smolletts Formulierung „ohne jeden Zweifel“ wohl doch naiv überoptimistisch.
Alceste war wohl eine teure Zusammenarbeit des Bühnendichters Smollett, des Ensembles der Schauspieler und Sänger des Covent Garden Theatre, des Theatereigentümers und -managers John Rich, des renommierten Komponisten Händel, seines Librettisten Thomas Morell (der wahrscheinlich statt Smollett die Texte zu den Liedern lieferte) und des bekannten Bühnenbildners Giovanni Niccolò Servandoni, der eine Vorliebe für aufwändige Kulissen hatte, geplant gewesen. Servandoni (eigentlich Jean-Nicolas Servan) war ein in Frankreich geborener Künstler, der in den 1720er-Jahren als Bühnenmaler an einigen Opernproduktionen der Royal Academy of Music mitgewirkt hatte. Außerdem hatte er kurz zuvor den kunstvollen Temple of Peace (Friedenstempel) für die Feierlichkeiten im Green Park entworfen, bei denen auch Händels Feuerwerksmusik erklang.
Smollett studierte in den 1730er Jahren zunächst Medizin, ohne jedoch einen formalen Abschluss in diesem Fach zu bekommen. Nach einer kurzen Tätigkeit als Assistent eines Chirurgen in Glasgow, zog er 1739 nach London, um dort sein Glück als Dramatiker zu versuchen. Er war jedoch damit nicht sonderlich erfolgreich und reiste 1740 als zweiter Maat eines Schiffsarztes an Bord der HMS Chichester nach Jamaika, wo er sich für mehrere Jahre niederließ. Nach seiner Rückkehr 1744 baute er sich in London nach und nach eine literarische Karriere als Bühnendichter, Autor, Historiker und Kritiker auf, während er 1747 parallel dazu eine Arztpraxis in London eröffnete. Sein erster Roman, The adventures of Roderick Random (1748), war recht erfolgreich, aber sein erstes Drama weniger: die Tragödie The Regicide (Der Königsmörder, 1749) wurde nirgends aufgeführt. Jedoch scheint ihm Rich kurz darauf einen Vorschuss von £ 100 für ein neues Theaterstück nach dem klassischen Drama Alkestis des Athener Tragödiendichters Euripides (5. Jh. v. Chr.) gezahlt zu haben, obwohl Smollett 1749 The Regicide mit einer Einleitung drucken ließ, in der er darlegte, dass verschiedene Intendanten angeblich das Werk anzusetzen versprochen und dann ihr Versprechen gebrochen hätten, darunter Rich, den Smollett bereits in einem satirischen Gedicht attackiert hatte und der in einer anderen, dem Roderick Random einverleibten Fassung der Regicide-Erzählung als „Mr. Vandal“ erschien.
Im September 1749 legte Smollett sein Manuskript der Alceste vor, sodass Rich mit den Proben für das Schauspiel anfangen konnte, und am 27. Dezember begann Händel mit der Komposition der Partitur, angefangen den 27. Decembr.1749 ☿ [Mittwoch], die er am 8. Januar 1750 fertigstellte: Fine G.F. Handel völlig geendiget den 8. January ☉ [Sonntag] 1750. Trotz seiner langjährigen Erfahrung mit der Aufführung italienischer Opern, englischer Oratorien und anderer Werke in englischer Sprache auf den Londoner Bühnen handelte es sich bei Alceste um Händels einzigen umfangreichen Versuch, Bühnenmusik für das englische Sprechtheater anzubieten. Der im 18. Jahrhundert lebende Musikhistoriker Sir John Hawkins behauptete, dass Händel die Komposition unternommen habe, weil er in Richs Schuld stand, und es ist anzunehmen, dass der Komponist nicht zu den Hauptinitiatoren des Projekts gehörte. Händel hatte bereits eine Kopie des Autographs als Direktionspartitur („Handexemplar“) durch Johann Christoph Schmidt jun. veranlasst, die Partien verteilt und die Namen der vorgesehenen Sänger in die Partitur eingetragen. Indes stand die Produktion unter keinem guten Stern, denn kurz nach dem Beginn der Gesamtproben wurde die Produktion der Alceste aus Gründen, die heute unklar sind, abgesagt. Anfang Februar, also zu einer Zeit, da Alceste aufführungsreif gewesen wäre, wurde eine neue, von Rich erdachte Pantomime uraufgeführt.
Die Kopie eines Librettos zu einer Wiederaufnahme von Händels Hercules (HWV 60), welches sich heute in der Bibliothèque nationale de France befindet, enthält einige erstaunliche Anmerkungen Morells zu Alceste. Er behauptet, das Werk sei “intended by Mr Rich” (von Herrn Rich geplant) gewesen und dass er selbst (und nicht etwa Smollett) die Texte für die Lieder geschrieben habe. Rich habe aber Händels Musik “as being too good for Performers” (als zu gut für [seine] Ausführenden) abgelehnt. Es leuchtet ein, dass der Kenner der klassischen Antike bei Händels Beiträgen assistiert haben soll:
Als angesehener Euripides-Gelehrter hatte Morell 1748 eine eigene Ausgabe von Alkestis herausgegeben und seit Ende 1745 oft Libretti für Händels Oratorien geschrieben – später würde er auch die Texte für die letzten Meisterwerke des Komponisten verfassen: Theodora (HWV 68) und Jephtha (HWV 70), wobei letzteres von Euripides’ Iphigenie in Aulis beeinflusst wurde. Morells Behauptung, dass Rich seine Sänger vor einer Blamage schützen wollte, ist ohne weitere bestätigende Hinweise wenig glaubwürdig, zumal die meisten der Solisten, die Händel in seiner Partitur erwähnt, oft anspruchsvolle Rollen in seinen Oratorien gesungen hatten. Die manchmal zu lesende Erklärung für die Absage, dass es aufgrund einer Serie von Erdbeben in London zu einer Landflucht des potentiellen Londoner Publikums gekommen sein könnte (Lang, Scheibler), bedarf eines Beleges, da die für London relevanten Erdstöße schon im Frühjahr 1749, also ein Jahr zuvor, auftraten. Eine andere, jedoch plausible Hypothese, die Absage von Alceste zu erklären, wäre, dass die Opulenz der Produktion mit Schauspielern, Sängern, einem Chor, Tänzern, einem großen Orchester und aufwändigem Bühnenbild für Rich zu teuer wurde, um das Risiko eines kommerziellen Misserfolgs einzugehen. Andererseits – oder vielleicht auch außerdem – stritt der bekanntermaßen launische Smollett laut zwei Kommentatoren (John Moore, Smolletts Freund, 1797, sowie Robert Anderson, 1796) auf das schärfste mit Rich, der vielleicht verärgert die Produktion absagte:

“[…] but a dispute taking place between the author and the manager, it was never acted, nor printed.”

„[…] aber da zwischen dem Autor und Intendanten Streitigkeiten entstanden, wurde es [Alceste] weder aufgeführt noch gedruckt.“

Das verworfene in vier oder fünf Akten strukturierte Textbuch Smolletts für das Theaterstück ist verschollen, und nur Händels Bühnenmusik ist noch erhalten – wenngleich inzwischen auf vier verschiedene Bände autographer Manuskripte in der British Library verteilt.
Es gibt einige Unklarheit darüber, ob Ballett in die geplante Aufführung, besonders in die letzte Szene, integriert werden sollte. Ob die berühmte französische Tänzerin Marie Sallé, die schon in den 1730er-Jahren mit Händel (z. B. in Alcina, Ariodante) zusammengearbeitet hatte, nach London zurückkam, ist zweifelhaft. Die meisten Quellen geben an, dass sie es nicht tat, aber ein früher Biograph behauptete, dass sie Paris im Jahre 1741 Richtung England verließ. Und ein anonymer französischer Musiker hinterließ in seinen Mémoirs d’un musicien (1756), einen ermüdend ungenauen und undatierten Bericht, in dem er behauptet, sie in London getroffen zu haben, und dass er Zeuge ihres bereitwilligen Verzichts auf über tausend Louis gewesen sei, welche sie für ihr Engagement bei Händel erhalten hätte – möglicherweise ein Hinweis auf das gescheiterte Alceste-Projekt, welches spezifische Tänze enthielt. Wenn die Sallé nach 1735 in London aufgetreten wäre, hätte die Presse sicherlich darüber berichtet.
Falls Händel darüber verstimmt gewesen sein sollte, dass Alceste nie auf die Bühne kam, so scheint er dies nicht gezeigt zu haben. Ungefähr um die Zeit, als das extravagante Theaterstück im Covent Garden Theatre wohl der Öffentlichkeit hätte vorgestellt werden sollen, hieß es in einem Brief des Earl of Shaftesbury an seinen Vetter James Harris:

“I have seen Handel several times since I came hither; and think I never saw him so cool and well. He is quite easy in his behaviour, and he has been pleasing himself in the purchase of several fine pictures; particularly a large Rembrant [sic], which is indeed excellent. We have scarce talk’d at all about musical subjects, though enough to find his performances will go off incomparably.”

„Ich habe, seit ich hierher kam, Händel mehrmals gesehen; und ich glaube, ich sah ihn noch nie so ruhig und wohlauf. Er ist in seinem Benehmen sehr umgänglich und hat sich damit vergnügt, einige ausgezeichnete Bilder zu erwerben, besonders einen großen Rembrandt [sic], der wirklich exzellent ist. Wir haben kaum über musikalische Themen gesprochen, jedoch genug um zu erfahren, dass seine Aufführungen unvergleichlich ablaufen werden.“

Händel hatte den Sommer des Jahres 1749 mit der Komposition von Theodora verbracht, also war es vielleicht sein erstes musikalisches Anliegen, dieses tiefgründige dramatische Oratorium am 16. März 1750 am Theater in Covent Garden vorzustellen. Da es nur drei Mal vor fast leerem Theater aufgeführt wurde, erging es Theodora nur wenig besser als der unseligen Alceste. Von der unbenutzten Bühnenmusik zu Alceste arbeitete Händel ein Accompagnato-Rezitativ, zwei Sinfonias, sechs Chöre und acht Arien, zu denen auch beide Versionen von Gentle Morpheus und das gestrichene Thetis bids me hither fly gehörten, zum Hauptteil von The Choice of Hercules (HWV 69) um. Dieses wurde bei der Wiederaufführung der Ode The Alexander’s Feast (HWV 75) am 1. März 1751 als Zwischenspiel aufgeführt. Ebenfalls während der 1751er-Saison wurde die verworfene erste Version von Calliopes Come, Fancy, empress of the brain für eine Wiederaufnahme von Belshazzar (HWV 61) bearbeitet, und mehrere weitere ungenutzte Nummern aus Alceste wurden für eine Wiederaufführung von Alexander Balus (HWV 65) 1754 eingerichtet. Auch wenn Händel seine Alceste nie aufführte, so fand er doch bezeichnenderweise für ihre Musik viel praktische Verwendung.
Durch den Verlust des originalen Librettos ist eine Aufführung des Werkes in der von Smollett und Händel angedachten Art nicht mehr möglich. Die etwa einstündigen musikalischen Beiträge Händels wurden erstmals am 23. Mai 1969 konzertant in der Royal Festival Hall in London, zusammen mit Dido and Aeneas von Henry Purcell von der London Choral Society und dem London Bach Orchestra unter Leitung von John Tobin aufgeführt.
Die erste Aufführung der Schauspielmusik in historischer Aufführungspraxis war am 13. Juni 1984 im Banqueting House (Whitehall) in London im Rahmen einer szenischen Produktion, die von Anthony Hicks mit weiterer Händel’scher Instrumentalmusik ergänzt war, während des English Bach Festival unter Leitung von Jean-Claude Malgoire.

## Das Schauspiel

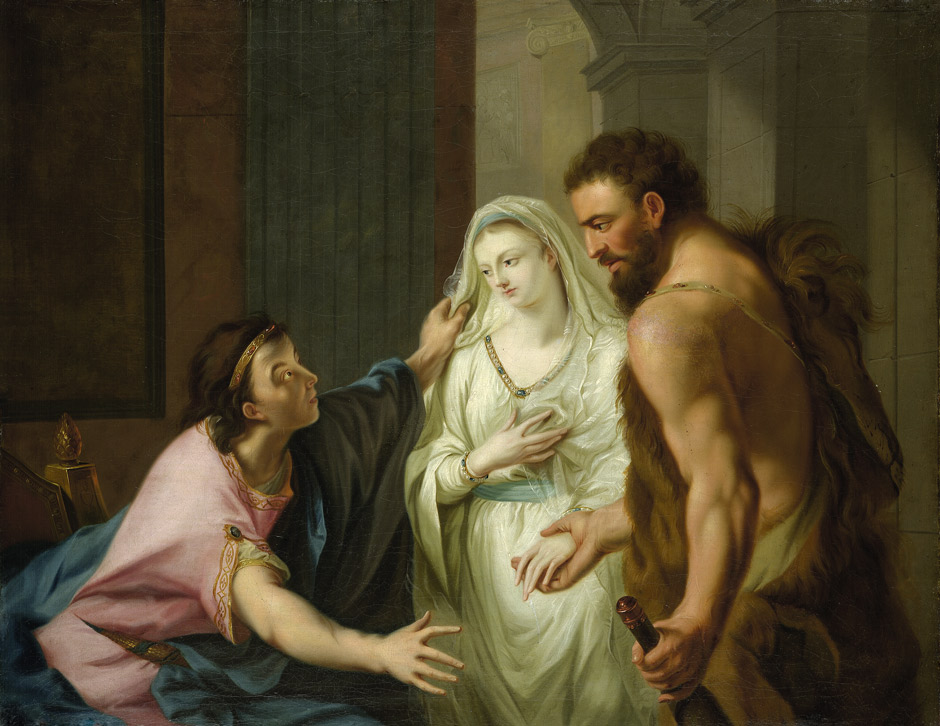
Johann Heinrich Tischbein der Ältere: Herkules bringt Alkeste aus der Unterwelt zurück, ca. 1776

Der wahrscheinliche Handlungsablauf von Alceste lässt sich zum Teil anhand der musikalischen Fragmente und nach Euripides rekonstruieren. Admetus, der todkranke König von Thessalien, erfährt von Apollo, dass er seinen vorzeitigen Tod aufschieben kann, wenn eine andere Person freiwillig für ihn stirbt. Alcestis, seine geliebte Frau, bietet tapfer an, an seiner Stelle zu sterben. Nach ihrem Tod besucht der Held Hercules seinen trauernden Freund Admetus, beschließt, sich in den Hades zu begeben, überwältigt Pluto und bringt Alcestis in die Welt der Lebenden und zu Admetus zurück. Händel hatte mit seiner Oper Admeto, Re di Tessaglia (HWV 22) bereits 1727 eine andere musikalische Fassung des gleichen Stoffs geliefert, wofür er allerdings eine Bearbeitung eines alten italienischen Librettos aus dem 17. Jahrhundert verwendete, welches zwar mehr oder weniger auf Euripides basierte, aber zusätzlich jede Menge pikante Nebenhandlungen und venezianische Ironie beinhaltete. Smolletts Theaterstück hielt sich wahrscheinlich, was den Inhalt und den tragischen Ton angeht, enger an den klassischen Mythos, aber Smollett (oder vielleicht waren es Morell und Händel) entnahm auch zusätzliche Szenen wie etwa die Hochzeitsfeierlichkeiten in der Anfangsszene und das Lied des Charon am Fluss Styx, welches den vierten Akt eröffnet, direkt aus Philippe Quinaults von Jean-Baptiste Lully 1674 für die Académie Royale de musique vertonter (und noch bis 1739 in Paris oft wiederaufgeführter) Tragédie lyrique Alceste, ou Le triomphe d’Alcide (LWV 50).

## Musik
Händels Beitrag für die Semi-Oper bestand aus der Hochzeitsmusik im ersten Akt, der Musik für den (vierten) Akt in der Unterwelt und für die Schluss-Szene, in der Hercules die gerettete Alcestis mit Admetus vereint und Apollo mit den Musen vom Parnass herabsteigt, um in den Jubel einzustimmen. Zwischen diese ausführlicheren Partien treten zwei Gesänge, in denen die Muse Calliope jeweils dem schlafenden Admetus im Traum erscheint. In der ersten Traumszene singt sie von der Genesung des Königs, die Alcestis‘ Gattenliebe erwirken soll, und in der zweiten von der baldigen Heimkehr der von Hercules geretteten Königin.
Die drei Hauptfiguren des Dramas (Alcestis, Admetus und Hercules) waren nicht als Gesangs-, sondern als Sprechrollen gedacht. Aus der Partitur geht hervor, dass Händel die solistischen Gesangspartien Cecilia Young (der Frau von Thomas Augustine Arne, welche die Sopranpartie der Muse Calliope singen sollte), Miss Faulkner (einer weiteren Sopranistin), Esther Young (Cecilias Schwester, die ursprünglich für die Altpartie einer Sirene vorgesehen war), Thomas Lowe (Tenor, u. a. für das Solo des Apollo) und Gustavus Waltz (der die Basspartie des Charon singen sollte) zugedacht hatte. Händels Musik beginnt mit einer umfangreichen zweiteilige Ouvertüre im französischen Stil in d-Moll, nach der ein Grand Entrée (Nr. 1) mit Solo-Trompete strahlend die freudige Hochzeitsfeier von Admetus und Alcestis ankündigt. Ein kurzes Accompagnato-Rezitativ für den Tenor Ye happy people (Ihr glückliches Volk, Nr. 2) leitet in den Chor Triumph, Hymen, in the pair (Triumphiere, o Hymen, in diesem Paar, Nr. 3) über, in dem solistische Vokallinien sowie zwei von Oboen verdoppelte Trompeten Vorkommen. Ein Sopran-Solo und der Chor führen die Feierlichkeiten mit der wunderbaren Gavotte Still caressing, and caress’d, ever blessing, ever blest (Immerfort liebkosend und liebkost, ewig segnend, ewig gesegnet, Nr. 4) fort, nach welcher der Tenor einen Tribut an die frisch Vermählten singt, mit besonders anspruchsvoller melismatischer Wortmalerei auf dem Wort „fly“: Ye swift minutes as ye fly, crown them with harmonious joy! (Ihr schnellen Minuten, die ihr enteilt, krönt sie mit harmonischer Freude, Nr. 5). Die glückliche Hochzeitssequenz schließt mit dem schwungvollen Chor O bless, ye pow’rs above, the bridegroom and the bride (O segnet, ihr himmlischen Mächte, den Bräutigam und die Braut, Nr. 6), der auf feinfühlige Art und Weise zwei Trompeten einsetzt und von französischen inegalen Rhythmen durchsetzt ist.
Nachdem Admetus erkrankt ist und nun auf dem Sterbebett liegt, tröstet Calliope (die Muse der epischen Poesie, Enkelin des Zeus und Mutter des Orpheus) den leidenden König mit ihrem zärtlichen Lied Gentle Morpheus, son of night, hither speed thy airy flight! (Sanfter Morpheus, Sohn der Nacht, lenke hierher deinen luftigen Flug, Nr. 7). Die Musik zu dieser Szene stellt einen besonderen Moment erhabener emotionaler Schönheit dar, obwohl Händel für den Text ursprünglich völlig anderes Material vorgesehen hatte (nämlich ein sanft wallendes „Andante“ in G-Dur mit Traversflöte), bevor er dies zugunsten der hinreißenden, mit „Largo e mezzo piano“ bezeichneten, E-Dur-Arie mit vierstimmigen Streichern verwarf. In Händels überlieferter Partitur kommt die nächste Musik erst am Anfang des vierten Aktes vor, wenn der grausige Charon singt Ye fleeting shades, I come to fix your final doom! (Ihr fliehenden Schatten, ich komme euer endgültiges Verderben zu besiegeln, Nr. 8), während er grimmig die Seele der toten Alcestis über den Fluss Styx in den Hades bringt. Die Musik in g-Moll vermittelt die entschlossenen, sich wiederholenden Bewegungen des Fährmanns. In Plutos Palast wird Alcestis von einem seltsam heiteren Schattenchor begrüßt, dessen „Larghetto“ in d-Moll verkündet: Thrice happy who in life excel, hence doom’d in Pluto’s courts to dwell, where ye immortal mortals reign, now free from sorrow, free from pain (Dreimal glücklich jene, die sich im Leben ausgezeichnet, und daher, so sie verdammt sind zu wohnen an Plutos Hof, wo ihr unsterblichen Sterblichen regiert, frei sind von Trauer, frei von Schmerz, Nr. 9). Einer der Geister ist ein wohlklingender Tenor, der Alcestis in einer anmutigen A-Dur-Arie, die mit „Allegro, ma non troppo“ bezeichnet ist und zurückhaltende doch wirkungsvolle Einwürfe des Fagotts enthält, einlädt: Enjoy the sweet Elysian grove, seat of pleasure, seat of love (Genieß den süßen elysischen Hain, Sitz der Freude, Sitz der Liebe, Nr. 10). Die Geister wiederholen den Chor Thrice happy who in life excel.
Unterdessen erscheint in Thessalien dem wieder gesundeten, aber um seine Gemahlin trauernden Admetus erneut die Muse Calliope und singt Come, Fancy, empress of the brain, and bring the choicest of thy train to soothe the widow’d monarch’s pain! (Komm Fantasie, Kaiserin des Verstands, und bring die Auserwähltesten deines Gefolges, den Schmerz des Monarchen zu stillen, Nr. 11). Händel hatte zu diesem Text ursprünglich ein sanftes, mit „Andante larghetto“ bezeichnetes Siciliano in F-Dur für vierstimmige Streicher im 12/8-Takt geschrieben, sich dann jedoch entschlossen, dies durch eine lebhafte G-Dur-Vertonung mit meist Unisono spielenden, energischen Violinstimmen und einem ausgezierten Gesangspart zu ersetzen. Die Partitur enthält auch noch ein Lied für eine Sirene, welche die Rolle einer Botin von Thetis an ihren Sohn Hercules übernimmt: Thetis bids me hither fly (Thetis heißt mich herzueilen), doch Händel entschied sich, diese wohl eher überflüssige Nummer zu streichen, bevor die Direktionspartitur (welche sich heute in Hamburg befindet) für die Proben kopiert wurde.

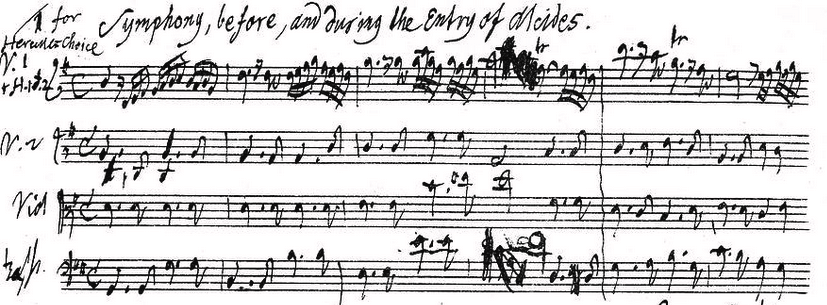
Beginn der Symphony Nr. 12, welche die Ankunft Alcestes ankündigt, Manuskript, London 1750.

Begleitet von einer ebenfalls im französischen Stil gehaltenen Sinfonia, welches schnell in ein kurzes Accompagnato-Rezitativ für Tenor He comes, he rises from below, with glorious conquest on his brow (Er kommt, er steigt von drunten empor, mit glorreichem Sieg im Aug, Nr. 12) überleitet, entsteigt Hercules triumphierend mit der geretteten Alcestis dem Hades; ein Chor von Thessaliern verkündet All hail, thou mighty son of Jove! (Heil dir, du mächtiger Sohn des Jupiter!, Nr. 13) und lobpreist, dass Fiends, Furies, Gods, all yield to thee, and Death hath set his captive free (Teufel, Furien, Götter, alle weichen vor dir, und der Tod ließ seine Gefangene frei). Auch bei der letzten Szene des Dramas handelt es sich um ein Standardstück voller Musik: Begleitet von einer ganz und gar vom Stil der Verwandlungsszenen des Jean-Philippe Rameau durchdrungenen Sinfonia steigen Apollo und die neun Musen für ein Divertissement herab. Im einzigen Secco-Rezitativ der gesamten Partitur From high Olympus’ top (Vom Gipfel des hohen Olymp) kündigt der Gott sich selbst an, und sein sich anschließendes kurzes Lied Tune your harps, all ye Nine (Stimmt die Harfen, ihr alle Neun, Nr. 14), leitet geradewegs in einen Tanz über, den Händel als „Ballo Primo“ (Nr. 15) bezeichnet. Eine Gavotte („L’Ultimo Ballo“, Nr. 16) entwickelt sich zu einem knappen Schlusschor, der mit Triumph, thou son of Jove, triumph, happy pair, in love! (Triumph, du Sohn des Jupiter, Triumph, du glücklich Paar, in Liebe!, Nr. 17) Hercules, Alcestis und Admetus preist.

## Struktur der Schauspielmusik
Ouverture. – A tempo ordinario. (2 Ob, Str, BC)

### Erster Akt
| 1. Grand Entrée. (2 Ob, Trp, Str, BC)                                                           |
| 2. Recitativo accompagnato. Tenor (Str, BC) Ye happy people, with loud accents speak            |
| 3. Soli e Coro. Tenor, Alt, Sopran (2 Ob, Trp, Str, BC) Triumph Hymen in the pair               |
| 4. Solo e Coro. Sopran (2 Ob, Str, BC) Still caressing, and caress'd, ever blessing, ever blest |
| 5. Aria. Tenor (2 Vl, BC) Ye swift minutes as ye fly                                            |
| 6. Coro. (2 Ob, 2 Trp, Str, BC) O bless, ye powers above, the bridegroom and the bride          |
| 7a. Aria. Calliope (Fl, 2 Vl, BC) Gentle Morpheus, son of night                                 |

### Vierter Akt
| 8. Aria. Charon (Str, BC) Ye fleeting shades, I come to fix your final doom!                     |
| 9. Coro. (2 Ob, Fg, Str, BC) Thrice happy who in life excel                                      |
| 10. Aria. Tenor (Fg, Str, BC) Enjoy the sweet Elysian grove                                      |
| 11a. Aria. Calliope (Str, BC) Come, Fancy, empress of the brain                                  |
| 12. Sinfonia. e Recitativo accompagnato. Attendant (2 Ob, Str, BC) He comes, he rises from below |
| 13. Coro. (2 Ob, 2 Trp, Str, BC) All hail, thou mighty son of Jove                               |
| 14. Sinfonia. (2 Ob, Fg, Str, BC)                                                                |
| Recitativo. Apollo From high Olympus’ top, the seat of God                                       |
| 15. Aria. Apollo (BC) Tune your harps, all ye Nine, to the loud sounding lays                    |
| 16. Ballo primo. (2 Ob, Str, BC)                                                                 |
| 17. L’ultimo Ballo. (2 Ob, Str, BC)                                                              |
| 18. Coro. (2 Ob, 2 Trp, Str, BC) Triumph, thou son of Jove, triumph, happy pair, in love!        |

## Orchester
Traversflöte, zwei Oboen, Fagott, zwei Trompeten, Streicher, Basso continuo.

## Diskografie
- L’oiseau-Lyre (Decca) DSLO 581 (Aufnahme 1979, Release 1980): Emma Kirkby (Calliope), Patrizia Kwella (Sopran), Judith Nelson (Sopran), Margaret Cable (Syrene), Paul Elliott (Apollo, Attendant), David Thomas (Charon)
Academy of Ancient Music; Dir. Christopher Hogwood (57 min)
- Absalon LCHD 897 (1998): Stéphanie Révidat (Calliope), Roxanne Comiotto (Sopran), Jean Delescluse (Apollo, Attendant), François Bazola (Charon)
Le Concert de l’Hostel Dieu; Dir. Franck-Emmanuel Comte
- Chandos CHAN 0788 (2012): Lucy Crowe (Calliope), Elizabeth Weisberg (Sopran), Sian Menna (Syrene), Benjamin Hulett (Apollo, Attendant), Andrew Foster-Williams (Charon)
Early Opera Company; Dir. Christian Curnyn (63 min)